# Jeroen van Dijk
Jeroen Michiel Laurens van Dijk (Rotterdam, 26 augustus 1971) is een Nederlands voormalig badmintonspeler. Hij werd zes keer Nederlands kampioen. Na zijn actieve loopbaan, ging de 1.93 m lange Rotterdammer verder als trainer in de sport, onder meer van het Duitse mannenteam, de Duits-Chinese Xu Huaiwen en haar landgenoot Juliana Schenk. In 2012 werd Van Dijk 'development manager' van Badminton Europe, de Europese badmintonorganisatie.
Van Dijk was in 1994 de eerste Nederlandse man (Eline Coene was hem voor) die zich plaatste voor de Grand Prix Finals, het jaarlijkse finaletoernooi met de op dat moment beste zestien spelers uit het internationale badmintoncircuit. Hij kwam voor Nederland uit op de Olympische Zomerspelen 1996. In de Nederlandse competitie speelde Van Dijk voor onder meer BC Duinwijck en VELO. In 1998 werd hij verkozen tot Rotterdams sportman van het jaar (in het kader van Finish Rotterdam).

## Aansprekende resultaten
- Nederlands kampioen in 1992, 1993, 1995, 1996, 1997, en 1998.
- Van Dijk versloeg in 1997 tijdens het US Open regerend wereldkampioen Peter Rasmussen uit Denemarken.
- Plaatsing voor de Olympische Zomerspelen 1996.
- Plaatsing Grand Prix Finals 1994.